# 岩倉靖子
岩倉 靖子（いわくら やすこ、1913年（大正2年）1月17日 - 1933年（昭和8年）12月21日）は、日本の華族。岩倉公爵家出身。
共産主義に傾倒して検挙・起訴され（赤化華族事件）、保釈中に自殺した。

## 生涯
1913年（大正2年）1月17日、岩倉具張公爵の三女として誕生。元勲岩倉具視は曾祖父にあたる。
翌1914年に具張が金銭スキャンダルで隠居・愛人とともに失踪し兄具栄が襲爵、一家は世間の好奇の目を避けて一時、当時東京郊外であった猿楽町の西郷豊二家（西郷従道の六男、母櫻子の実家）に移り住む。この時期、大叔母にあたる森寛子の影響を受け、一家そろってキリスト教に入信する。靖子も教会に毎週通っていたが、洗礼は受けなかった。
靖子は1917年に学習院女学部幼稚園に入園、1919年4月に女子学習院小学部、1923年4月に女子学習院に進学。1927年3月に女子学習院を退学し、9月、日本女子大学付属高等女学校に編入した。
1930年4月に日本女子大学英文科進学、1932年3月退学。当時は結婚を機に退学する学生が多く、靖子の退学も将来の縁談を前提にしたものと思われる。一方でこの頃、共産主義に触れ、熱心なシンパになっていた。5月には司法官僚の横田雄俊（横田秀雄の四男）、上村春子（上村従義の長女、靖子の従姉）とともに五月会を結成、上流階級の女性をメンバーとし、オルグを図るが、結成直後に横田が名古屋地方裁判所へ転勤、春子も横田と結婚して名古屋赴任に帯同したため、靖子が一人でオルグを行うことになり、結局オルグの成果は上がらなかった。
この頃、警視庁特高課が華族子弟の中の共産党シンパの捜査を進めており、1933年1月に八条隆孟が検挙されたのを皮切りに、検挙が相次いだ（赤化華族事件）。靖子の周辺では、2月に横田が司法官を辞任、弁護士に転職したため春子とともに東京に戻ってきたが、徴兵免除特権を失った横田は直後に徴兵されて入営、さらに春子も急死してしまう。
3月29日、靖子は自宅で検挙、拘留される。当時の特高は、思想犯に対しては処罰より転向させる方向に力を注いでおり、特に華族子弟についてはその社会的影響力を考慮して、可能な限り穏便に済ませるよう注意を払っていたが、靖子は特高が想定していた以上に強く粘り、共産主義思想を曲げなかったため、7月7日付で起訴され、市ヶ谷刑務所に収監された。
収監中、7月下旬に差し入れられた旧約聖書を読み、キリスト教への信仰心を取り戻した。そして、7月にやはり検挙されていた横田が9月下旬ごろに転向するに及び、靖子も10月下旬には完全に共産主義と決別し、五月会の活動などについて詳細な供述を行った。転向のしるしとしての手記を書き上げ、12月11日に釈放された。
12月21日早朝、靖子は自宅の床で右の頸動脈を切り、発見した女中が呼んだ医者の手当ても及ばず、満20歳の生涯を閉じた。遺された遺書は以下。

## 備考・エピソード
- 靖子が女子学習院から日本女子大に編入した理由については諸説あるが、学習院中等科在学中に昭和金融恐慌が発生、十五銀行の取り付け騒動で岩倉家の家計が大打撃を受けており、援助をした古河虎之助男爵が日本女子大の評議員を務めていた縁で、転校を進めたためであるという。また靖子も、修養重視の学習院よりも学問重視の日本女子大の気風を好み、転学に非常に乗り気であった[8]。
- 検挙された華族の中でも、靖子は元勲・岩倉具視の曾孫で、さらに皇族依仁親王妃周子の姪であったことから、特にその扱いについて細心の注意が払われた。拘留中は具栄の東大時代の同級生であった宮脇倫が署長を務めている久松署に移送され、生活面での便宜が図られていた[9]。また、市ヶ谷刑務所では山村良子名義で登録されており、靖子が収監されていることは看守もほとんど知らなかった[10]。
- 靖子が華族子弟の中でも特に容易に転向しなかった。浅見雅男はその理由について、幼少期の具張の出奔とそれに対する世間の目、一家の苦境という原体験が、華族という立場への違和感・反感をより強めていたのではないか、と評している[11]。
- 靖子の自殺の動機について、赤化事件で家名を傷つけたことへの自裁、あるいは転向を恥じての自殺など、当時から様々な推測がある。浅見雅男は、靖子が自殺した12月21日は不良華族事件に関係した華族に対する処分を決める宗秩寮審議会が開かれていたことを指摘している。審議会では爵位褫奪などの厳しい処分が想定されており、靖子は岩倉家が危機に瀕したと覚悟を決め、自身が自裁することでせめてもの恩情を図ろうとしたのではないか、と推測している[12]。